# Kenneth Houdret
Kenneth Houdret (Bruxelles, 9 agosto 1993) è un calciatore belga, centrocampista del Mons in prestito dal Dender.

## Statistiche

### Presenze e reti nei club
Statistiche aggiornate al 18 giugno 2018.
| Stagione         | Squadra            | Campionato       | Campionato | Campionato | Coppe nazionali | Coppe nazionali | Coppe nazionali | Coppe continentali | Coppe continentali | Coppe continentali | Altre coppe | Altre coppe | Altre coppe | Totale | Totale | Totale |
| Stagione         | Squadra            | Comp             | Pres       | Reti       | Comp            | Pres            | Reti            | Comp               | Pres               | Reti               | Comp        | Pres        | Reti        | Pres   | Reti   |        |
| ---------------- | ------------------ | ---------------- | ---------- | ---------- | --------------- | --------------- | --------------- | ------------------ | ------------------ | ------------------ | ----------- | ----------- | ----------- | ------ | ------ | ------ |
| 2011-2012        | Charleroi          | D2               | 20         | 0          | CB              | 0               | 0               | -                  | -                  | -                  | -           | -           | -           | 20     | 0      |        |
| 2012-2013        | Charleroi          | D1               | 5+4        | 0          | CB              | 1               | 0               | -                  | -                  | -                  | -           | -           | -           | 10     | 0      |        |
| 2013-2014        | Charleroi          | D1               | 10         | 2          | CB              | 1               | 0               | -                  | -                  | -                  | -           | -           | -           | 11     | 2      |        |
| 2014-2015        | Charleroi          | D1               | 8+1        | 1          | CB              | 1               | 0               | -                  | -                  | -                  | -           | -           | -           | 10     | 1      |        |
| Totale Charleroi | Totale Charleroi   | Totale Charleroi | 43+5       | 3          |                 | 3               | 0               |                    | -                  | -                  |             | -           | -           | 51     | 3      |        |
| 2015-2016        | OHL                | D1               | 20         | 1          | CB              | 1               | 0               | -                  | -                  | -                  | -           | -           | -           | 21     | 1      |        |
| 2016-2017        | OHL                | D2               | 24+2       | 1          | CB              | 1               | 0               | -                  | -                  | -                  | -           | -           | -           | 27     | 1      |        |
| Totale OHL       | Totale OHL         | Totale OHL       | 44+2       | 2          |                 | 2               | 0               |                    | -                  | -                  |             | -           | -           | 48     | 2      |        |
| 2017-2018        | Union St. Gilloise | D2               | 19+5       | 2          | CB              | 0               | 0               | -                  | -                  | -                  | -           | -           | -           | 24     | 2      |        |
| Totale carriera  | Totale carriera    | Totale carriera  | 111+7      | 7          |                 | 5               | 0               |                    | -                  | -                  |             | -           | -           | 123    | 7      |        |